# Longévité
La longévité potentielle d'un être vivant est la durée de vie pour laquelle il est programmé en tant qu'espèce biologique. Certains records de longévité atteints par des individus ayant bénéficié d'une durée de vie exceptionnellement longue peuvent même dépasser cette évaluation. La longévité moyenne correspond à l'espérance de vie, notion très variable selon les populations et les générations concernées au sein d'une même espèce.
Par exemple, la longévité potentielle d'un chat (Felis silvestris catus) est estimée à 20 ans. Pour cet animal, le record de longévité attesté est de 38 ans et 3 jours (il s'agissait d'un chat de compagnie), tandis que les chats errants, exposés aux dangers extérieurs, ont une longévité moyenne de trois ans,,. Chez l'être humain contemporain, après la mort d'Inah Canabarro Lucas (brésilienne, 116 ans, décédée le 30 avril 2025), le titre de « doyenne de l'humanité » est passé à Ethel Caterham (britannique, née le 21 août 1909), et le record féminin enregistré est celui de la Française Jeanne Louise Calment (122 ans et 164 jours) ; le record masculin étant attribué au japonais Jiroemon Kimura (mort à 116 ans et 54 jours) selon Statista, fin juillet 2023.

## Définitions

### Longévité potentielle
La longévité potentielle correspond à la durée de vie maximale que pourraient atteindre les individus d'une espèce donnée s'ils bénéficiaient des meilleurs paramètres, c'est-à-dire vivre dans des conditions idéales et en l'absence de maladie ou d'accident.
On ne connaît pas vraiment la longévité potentielle d'une espèce. Celle-ci est liée aux caractéristiques biologiques et vraisemblablement dépendante du patrimoine génétique hérité. En pratique, on ne peut enregistrer précisément que la longévité réelle et en déduire l'espérance de vie pour une génération ou une population donnée. Il est très difficile de déterminer l'influence du patrimoine génétique, dans les cas où les conditions de vie semblent prépondérantes sur la mortalité. Même la différence de longévité entre les sexes peut s'inverser quand les facteurs sociaux ou d'hygiène de vie sont modifiés.
Certains individus donnés, d'une espèce donnée, dépassent largement les estimations de durée de vie potentielle. On dit alors qu'ils battent un record de longévité. Ce sont des individus qui ont à la fois échappé aux accidents mortels, bénéficié de bonnes conditions de vie et d'un héritage génétique favorable à une bonne santé durable.

### Longévité estimée par l'espérance de vie
C'est la durée de vie moyenne des individus d'une espèce donnée, soumis à des taux de mortalité par tranche d'âge donnée. En l'absence de précision, il s'agit de l'espérance de vie à la naissance,. L'espérance de vie est variable en fonction du lieu de vie, des conditions environnementales ou socio-culturelles et de l'hygiène de vie.
La notion d'espérance de vie se double de celle d'espérance de vie en bonne santé.

## Chez les humains

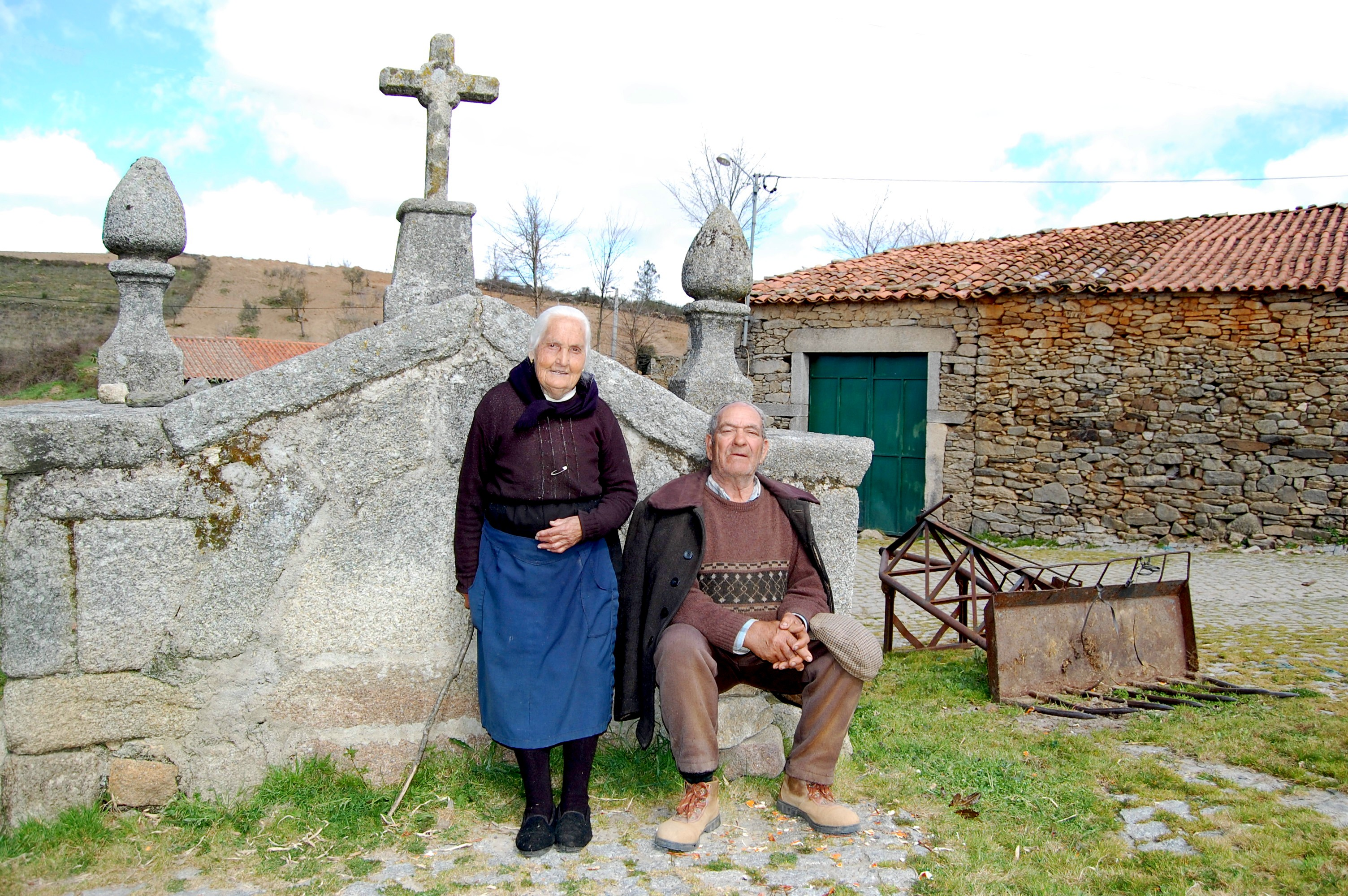
Un couple âgé dans le nord du Portugal.

Le nombre de centenaires et même de supercentenaires (personnes âgées d'au moins 110 ans) n'a cessé d'augmenter depuis qu'ils sont recensés. On situait autrefois la longévité humaine théorique aux alentours de 100 ans, et il est probable que peu de personnes dépassaient cet âge avant le XXe siècle.
En 2000, la longévité humaine potentielle était estimée à 115 ans, mais le record de longévité pour une personne décédée, reconnu et légalement prouvé (par des actes d'état civil), est à ce jour toujours détenu par la Française Jeanne Calment, qui a atteint l'âge de 122 ans.
De nombreux autres records existent, mais ne reposent pas sur des documents vérifiables. Ainsi, un « almanach universel », de l'année 1825, édité par « Brée l'ainé, imprimeur du Roi », décrit la longévité remarquable d'un nommé Étienne Baqué, qui serait né à Engomer (Ariège) le 16 janvier 1700, et serait mort le 22 août 1824 à Estadens (Haute-Garonne), âgé donc de 124 ans. Une de ses activités consistait à cueillir des plantes médicinales, dans les Pyrénées, qu'il revendait aux pharmaciens. En 1834, le Constitutionnel et plusieurs autres journaux européens rapportent la mort d'une habitante du Tennessee née en Allemagne en 1680, Betty Frantham, à 154 ans.
Un certain nombre de scientifiques, comme le britannique Aubrey de Grey, promoteur du projet SENS, pensent que le record de Jeanne Calment pourra largement être dépassé par un effectif croissant d'individus en bonne santé, si l'on donne à la recherche les moyens nécessaires.
En 2008, la longévité moyenne (espérance de vie) des Italiens était la plus forte d'Europe et une des plus élevées au monde : 80,4 ans pour les hommes, 85,3 ans pour les femmes.

### Facteurs
Actuellement, dans les sociétés développées, l'espérance de vie progresse ou stagne, tandis que l'espérance de vie en bonne santé diminue,.
Une étude anglaise a dressé une liste de facteurs de longévité sur lesquels on peut agir,. Ce sont l'arrêt du tabac, une consommation modérée d'alcool, l'activité physique régulière, et la consommation de cinq fruits et légumes par jour. Ces quatre facteurs respectés permettraient une espérance de vie de 14 années supplémentaires par rapport au non-respect des quatre facteurs.
La qualité de l'air, dans certaines régions occidentales, combinée à l'alimentation et d'autres facteurs, favoriserait la longévité, comme en Sardaigne, où existe un "musée des centenaires" dans la région des  villages où vivent cinq fois plus de centenaires que la moyenne européenne, bénéficiant de l'une des zones bleues mondiales.
D'une manière générale, les longévités exceptionnelles observées dans des communautés identifiables concernent de petites populations, souvent insulaires ou éloignées des grandes villes, ou bien appartenant à une communauté religieuse : habitants d'Okinawa,,, de Sardaigne, d'une région du Costa Rica appelée le Guanascate, de l'île grecque d'Ikaria, adventistes, américains, éventuellement le sud de la Nouvelle-Écosse (est du Canada). Dénommées zones bleues (de l'anglais blue zone), certaines de ces populations sont étudiées de manière scientifique.
D'autres études menées sur les japonais ayant émigré aux Etats-Unis et au Brésil montrent que les paramètres de meilleure santé sont perdus au fur et à mesure de l'acculturation au modes de vie américain et brésilien.
Dans les principales maladies conduisant à la mort, il peut y avoir des différences très importantes de prévalence d'une zone géographique à l'autre. Par exemple, les populations asiatiques et indiennes connaissent une prévalence très faible de maladie d'Alzheimer,.
Les facteurs communs que l'on retrouve dans les zones bleues peuvent se classer en facteurs alimentaires et facteurs environnementaux, ces derniers semblant prépondérants.

### Génétique
Les travaux scientifiques récents lient le vieillissement des cellules à la modification désordonnée de l'expression des gènes de l'ADN des cellules. Des facteurs épigénétiques (non-ADN) modulent l'expression des gènes et se dégradent dans le temps. D'autres scientifiques étudient la relation entre inflammation et le vieillissement. D'après ces recherches, il semble que l'on puisse ralentir le vieillissement par la restriction calorique, et certains nutriments/médicaments comme la metformine et le resvératrol, et en diminuant les facteurs d'inflammation (en pratiquant une activité physique par exemple). Plusieurs de ces études suggèrent que l'influence du patrimoine génétique dans la longévité n'est que d'environ 25 %, alors que le mode de vie la détermine à 75 %. Sur les tortues, ce patrimoine correspond à des gènes spécifiques liées au stress oxydant, à la réparation de l'ADN, à l'activation du système immunitaire et à la suppression du cancer.

### Alimentation
Plusieurs expériences sur les souris montrent que la restriction calorique favorise la longévité,. Une étude du National Institute on Aging (en) (NIA) portant sur des singes Rhésus soumis à restriction calorique ne met pas en évidence un effet sur la longévité, mais montre que l'espérance de vie en bonne santé est significativement allongée, mais une autre étude de l'Université du Wisconsin à Madison (UW) dont les résultats sont plus récents indique également que la restriction calorique augmenté la longévité, en plus de l'amélioration de la santé générale. En 2018 sont publiés les résultats d'une étude sur la restriction calorique chez des petits primates, les microcèbes, menée par plusieurs équipes françaises dont notamment des chercheurs du CNRS et du Muséum national d'Histoire naturelle. 34 microcèbes adultes ont été séparés en deux groupes, l'un recevant une alimentation comportant 30 % en moins de calories par rapport à l'autre. Les animaux en restreinte calorique ont une durée de vie augmentée de près de 50 %. Plus précisément, au bout de 10 ans d'expérience, leur survie médiane est de 9,6 ans, tandis que la survie médiane du groupe témoin est de 6,4 ans. Ces primates, des lémuriens, ont de nombreuses similitudes physiologiques avec l'homme, mais il n'est pas garanti que les résultats de l'expérience soient transposables à l'homme.
L'étude CALERIE, publiée en 2015 et portant sur l'effet de la restriction calorique sur les humains, n'apporte que 2 années de recul, mais montre une amélioration des facteurs physiologiques de santé et de longévité. Selon cette étude, la restriction permettrait des améliorations en ce qui concerne les maladies liées à l'âge, comme Alzheimer ou Parkinson. Dans le régime Okinawa, on retrouve le principe du hara hachi bu: à la fin de chaque repas, l'estomac n'est rassasié qu'à 80 %.
Il n'y a pas de consensus sur l'effet des principaux nutriments sur la longévité. Par exemple, certaines études montrent que l'amidon peut éventuellement constituer 80 % de la diète tout en ayant probablement un effet protecteur. Les nutriments les plus présents dans la diète de l'ensemble des zones de longévité exceptionnelle sont les légumineuses (haricots en particulier) et les légumes en général. L'influence des protéines sur la longévité semble complexe : une consommation élevée de protéines animales aurait des conséquences délétères jusqu'à l'âge de 65 ans, mais deviendrait un facteur protecteur après cet âge. Au Japon on a déterminé que la consommation de protéines animales (passée d'exceptionnelle à courante, la consommation de viande étant historiquement interdite) avait été un facteur très important de l'augmentation de la longévité. Le régime méditerranéen semble favoriser la longévité humaine. La consommation de café, en particulier après 45 ans, est associée à un moindre risque de mourir, de même que la consommation de thé. Une étude norvégienne détaille les modifications qui pourraient être apportées à un régime alimentaire "standard" pour une longévité prolongée, elle s'accompagne d'un calculateur qui montre l'influence des principaux facteurs. Par ordre d'importance, la consommation de grains entiers, de poissons, de légumineuses et de fruits et légumes (en positif), la consommation de boissons sucrées, de farine blanche, de viandes transformées et de viandes rouges (en négatif).
Sur les micro-nutriments, il semble qu'une grande partie de la population mondiale soit légèrement carencée, particulièrement en vitamine A, fer, vitamines du groupe B, vitamine D, sélénium, zinc, etc. La supplémentation en certains de ces nutriments pourrait favoriser une plus grande longévité.
Dans la prolongation de l'étude des effets du jeûne, du jeûne intermittent, et de la restriction calorique, un régime « FMD » (Fast-Mimicking Diet) spécifique pour ralentir le vieillissement est mis en avant par Valter Longo, avec des études sur souris et sur les humains supportant ce développement.
Il faut citer également le rôle des contaminants (qui peuvent être de sources alimentaires et/ou environnementales): métaux lourds (mercure, plomb, arsenic, étain, cadmium), certains pesticides comme les composés organophosphorés, toxines issues de maladies des végétaux ou de problèmes de conservation des aliments (aflatoxines, déoxynivalénol, acrylamide, furanes, ergot par exemple), toxines issues de plantes contaminantes. On doit essayer de limiter ou mieux supprimer l'exposition à ces contaminants.
On peut faire une liste des principales causes de maladies conduisant à la mort et des facteurs de risque alimentaire connus, ainsi que des facteurs protecteurs[Interprétation personnelle ?]:
- Cancer

| Facteurs alimentaires de risque de cancer                             | | |
| Facteurs connus                                                       | Facteurs probables | Facteurs protecteurs |
| Alcool,, mycotoxines, viandes transformées, obésité, boissons sucrées | Produits laitiers,, viandes rouges,, consommation élevée de protéines animales, glucides à haut indice glycémique, acrylamide, benzopyrène, nitrites et nitrosamines, supplémentation en beta-carotène pour les fumeurs,, supplémentation en vitamine E et sélénium, | Fruits et légumes,, fibres, et peut-être antioxydants, vitamine D, phytoestrogènes, jeûne intermittent et restriction calorique |

- Maladies cardiovasculaires

| Facteurs alimentaires de risque de maladies cardiovasculaires                                                                             |                    | |
| Facteurs connus | Facteurs probables | Facteurs protecteurs |
| Viandes rouges, charcuteries, graisses saturées, acides gras trans, sel, aliments ultra-transformés,, et particulièrement apéritifs salés | Sucres ajoutés,    | Fruits et légumes, céréales complètes, fibres, légumineuses, poisson, ail, piment, noix, huile d'olive, acide folique, restriction calorique, et peut-être omega-3, soja, huile de colza, produits laitiers, aspirine. Doutes sur le vin (consommation modérée), |

- Maladie d'Alzheimer et associées

| Facteurs alimentaires de risque de maladie d'Alzheimer |                    | |
| Facteurs connus                                        | Facteurs probables | Facteurs protecteurs                                                                                  |
| Viande, sel, matières grasses, diabète                 | Produits laitiers  | Alimentation végétarienne, poisson, et peut-être omega-3, jeûne intermittent et restriction calorique |

- Maladie de Parkinson

| Facteurs alimentaires de risque de maladie de Parkinson |                        | |
| Facteurs connus                                         | Facteurs probables     | Facteurs protecteurs                                                                                               |
|                                                         | amines hétérocycliques | Café, Vitamine B6, Vitamine E, Vitamine D, omega-3, régime méditerranéen, restriction calorique,, peut-être alcool |

- Démence

| Facteurs alimentaires de risque de démence                                                                                         |                    |                                                                    |
| Facteurs connus | Facteurs probables | Facteurs protecteurs                                               |
| Diabète, dépression, alcool excessif, déficience en vitamine D, vitamine E, vitamine B12 et vitamine B9, matières grasses saturées |                    | légumes et peut-être fruits, régime méditerranéen, peut-être café. |

- Maladies auto-immunes : Diabète de type I, polyarthryte, sclérose en plaques

| Facteurs alimentaires de risque de maladies auto-immunes |                    |                                                                                |
| Facteurs connus                                          | Facteurs probables | Facteurs protecteurs                                                           |
|                                                          | Viande rouge, lait | Peut-être alimentation végétarienne, régime méditerranéen, jeûne intermittent, |

- Diabète de type II

| Facteurs alimentaires de risque de diabète de type II |                    |                                                                |
| Facteurs connus                                       | Facteurs probables | Facteurs protecteurs                                           |
| Obésité, matières grasses saturées                    |                    | Peut-être omega-3, jeûne intermittent et restriction calorique |

- Obésité

| Facteurs alimentaires de risque d'obésité                           |                             |                                                                        |
| Facteurs connus                                                     | Facteurs probables          | Facteurs protecteurs                                                   |
| Boissons sucrées, fast-foods, suralimentation, aliments transformés | Ratio omega-6/omega-3 élevé | Alimentation végétarienne, jeûne intermittent et restriction calorique |

- Ostéoporose

| Facteurs alimentaires de risque d'ostéoporose                    |                    |                                                                                              |
| Facteurs connus                                                  | Facteurs probables | Facteurs protecteurs                                                                         |
| Sel, alcool, cholestérol, faible vitamine D, faible IMC, cadmium | boissons gazeuses  | Calcium, alimentation végétarienne, protéines végétales ou animales, et peut-être vitamine D |

- Asthme et allergies

| Facteurs alimentaires de risque d'asthme et d'allergies                         |                                  |                                                                      |
| Facteurs connus                                                                 | Facteurs probables               | Facteurs protecteurs                                                 |
| Introduction trop tôt ou trop tard des allergènes dans l'alimentation des bébés | Supplémentation en acide folique | Fruits, légumes et poisson, régime méditerranéen, jeûne intermittent |

- Dépression

| Facteurs alimentaires de risque de dépression |                    |                                         |
| Facteurs connus                               | Facteurs probables | Facteurs protecteurs                    |
| Obésité, fast-food,                           | Produits sucrés    | Régime méditerranéen, peut-être omega-3 |

- Cirrhose et stéatose hépatique

| Facteurs alimentaires de risque de cirrhose et de stéatose hépatique |                    |                           |
| Facteurs connus                                                      | Facteurs probables | Facteurs protecteurs      |
| Alcool / sucres                                                      |                    | Matières grasses saturées |

- COVID-19

| Facteurs alimentaires de risque de COVID-19 |                    |                      |
| Facteurs connus                             | Facteurs probables | Facteurs protecteurs |
| Obésité, déficience en vitamine D,          |                    |                      |

- Sarcopénie / Fragilité

| Facteurs alimentaires de risque de sarcopénie |                    |                                                                                   |
| Facteurs connus                               | Facteurs probables | Facteurs protecteurs                                                              |
|                                               |                    | Fruits et légumes, peut-être apports plus élevés en protéines , peut-être omega-3 |

### Facteurs environnementaux
Dans les communautés présentant une longévité exceptionnelle, les personnes exercent une activité manuelle toute leur vie, souvent agricole. Elles marchent beaucoup, passent beaucoup de temps à l'extérieur. Elles ne fument pas. Elles entretiennent une vie communautaire de voisinage et un esprit positif, sont souvent proches de la famille ou des membres de la communauté religieuse. Elles sont souvent croyantes ou très croyantes. Elles sont peu exposées au stress de la vie moderne, tels que des horaires fixes, du bruit, de la lumière artificielle[réf. nécessaire].
Une importante étude menée uniquement sur des hommes dans une petite communauté d'Écosse, Caerphilly, permet de donner d'autres facteurs de longévité comme une activité sexuelle continue,, des interactions sociales plus nombreuses, un niveau de bonheur plus élevé.
Une autre étude « AGRICAN » menée en France sur les agriculteurs indique que ceux-ci sont statistiquement en meilleure santé que l'ensemble de la population. Les facteurs explicatifs semblent être la moindre incidence du tabagisme mais aussi la plus grande activité physique, une plus grande religiosité. Certains cancers spécifiques apparaissent cependant plus souvent dans cette population.
Des études sur l'exposition au soleil donnent des résultats relativement contre-intuitifs. Malgré l'effet carcinogène de certains UV, ceux qui s'exposent le plus au soleil vivent plus longtemps. L'effet ne serait pas uniquement lié à la production de vitamine D.
Plusieurs études montrent qu'il existe une corrélation entre la vitesse de marche et la longévité, en particulier chez les hommes.

### Facteurs sociaux
Les personnes mariées vivent plus longtemps, ainsi que celles ayant reçu une éducation supérieure,. L'éducation du conjoint compte aussi. Les parents ayant eu des enfants vivent plus longtemps.
Plusieurs études montrent que les personnes croyantes vivent plus longtemps et sont en meilleure santé, même en éliminant les facteurs sociaux-économiques,,.
Plusieurs études se sont attachées à déterminer si le succès professionnel ou social était un facteur de longévité, dont des études sur les récipiendaires des Oscars. La longévité un peu plus longue des récipiendaires n'est pas significative.

### Facteurs psychologiques
Se sentir heureux peut augmenter considérablement la longévité. Une étude de 180 religieuses catholiques a analysé leurs niveaux de bonheur déclarés lors de leur entrée dans le monastère et les a ensuite comparées à leur longévité. Celles qui se sentaient le plus heureux à l'âge de 22 ans avaient 2,5 fois plus de chances d'être encore en vie six décennies plus tard (54 ans). Enfin, une meta-analyse de 35 études a montré que les personnes heureuses peuvent vivre jusqu'à 18 % plus longtemps que leurs homologues moins heureuses.
L'anxiété et le stress peuvent réduire considérablement la durée de vie. Par exemple, les femmes souffrant de stress ou d'anxiété auraient jusqu'à deux fois plus de risques de mourir d'une maladie cardiaque, d'un accident vasculaire cérébral ou d'un cancer du poumon. De même, le risque de décès prématuré est jusqu'à trois fois plus élevé pour les hommes anxieux ou stressés par rapport à leurs homologues plus détendus. Des études montrent que les personnes pessimistes ont un risque de décès prématuré 42% plus élevé que les personnes plus optimistes. Cependant, à la fois le rire et une vision positive de la vie peuvent réduire le stress.
La  dépression diminue la longévité de manière significative. Plus elle est marquée et durable, plus l'effet est délétère.

### Différence entre les hommes et les femmes
Les hommes ont une longévité plus faible que les femmes dans quasiment tous les pays du monde, mais cette différence est très importante dans certains pays développés. Plusieurs facteurs « classiques » expliquent cette différence (tabac, alcool, conduites à risque, moindre interaction sociale des hommes), mais les études indiquent que ces facteurs n'expliquent pas tout l'écart constaté,.
Le paradoxe dit « longévité/santé hommes/femmes » consiste à constater que les femmes ont une espérance de vie plus longue que les hommes dans la plupart des pays modernes, mais qu'au même âge (avancé), les femmes sont en nettement moins bonne santé que les hommes.

### La taille (hauteur) du corps
Un humain de petite taille a plus de chance de vivre longtemps et en bonne santé qu'un humain de grande taille,,,,. Les centenaires sont souvent de petite taille.

### Influence de traitements médicamenteux
Plusieurs traitements médicamenteux courants ont un effet adverse sur la longévité, et en particulier: les hypnotiques,.
Parmi ceux semblant favoriser la longévité, on peut citer: le traitement hormonal substitutif. Plusieurs études sont en cours, sur des substances comme l'aspirine, le resvératrol, la metformine et la rapamycine.

## Chez les animaux
Ne figurent ici que quelques records de longévité attestés pour des espèces communes vivant en captivité. Par ordre croissant :
- Souris domestique : une souris peut vivre plus de deux ans en captivité, mais la souris de laboratoire Yoda avait plus de 4 ans en 2004[192].
- Rat domestique : longévité potentielle de l'espèce estimée à 5,5 ans[5]. Record de longévité 7 ans et 3 mois[193].
- Cochon d'Inde : mort en 1979, Snowball a vécu 14 ans et 11 mois[192].
- Lapin : record de longévité détenu par Hazel, un lapin nain gris de 16 ans[2].
- Loup gris : record de longévité 20 ans[194].
- Chien : longévité potentielle de l'espèce variable selon les races. Elle est de l'ordre de 10 à 12 ans pour un gros chien, 15 ans pour un petit[5]. Le record de longévité détenu par Bluey, un berger australien né en 1910 et mort en 1939, qui a vécu 29 ans et 5 mois[195].
- Chinchilla : longévité potentielle de l'espèce estimée à environ 20 ans. Record de longévité décerné à Bouncer qui a fêté ses 27 ans en 2008[192].
- Chat domestique : longévité potentielle de l'espèce estimée à 20 ans[1]. Record de longévité 38 ans et 3 jours[2].
- Grand murin, une chauve-souris : longévité potentielle de l'espèce estimée à 20 ans[196].
- Rat-taupe nu : longévité potentielle de l'espèce estimée à environ 30 ans en bonne santé. Le record de longévité connu est 35 ans, en captivité[197].
- Poisson rouge : longévité potentielle de l'espèce estimée à plus de 30 ans. Record de longévité : Tish qui a vécu 43 ans et Goldie qui l'a rattrapé en 2003[2].
- Baleine bleue : record de longévité 110 ans[194].
- Tortue étoilée de Madagascar : record de longévité 190 ans attesté (Tu'i Malila).
- Tortue géante des Seychelles : record de longévité 250 ans reporté (Adwaita).
- Requin du Groenland : longévité estimée à environ 400 ans (plus ou moins 120 ans) selon une étude[198] ; ce pourrait être l'animal vertébré ayant la plus longue longévité au monde.
- Arctica islandica, un coquillage :  l'espèce animale la plus âgée jamais découverte avec un record de 507 ans vivant dans l'océan Atlantique nord[199],[200].
- Les homards ne possèderaient aucun facteur de mortalité par le vieillissement[201]. Un homard américain de 20 kg, pêché en 1977, avait un âge estimé à cent ans[192].
- Les méduses turritopsis nutricula seraient potentiellement immortelles car capables d’inverser le processus de vieillissement lorsqu'elles sont soumises à des conditions de stress, et ainsi de retourner à une forme juvénile après avoir atteint la maturité sexuelle[202].

## Chez les végétaux
La durée de vie des plantes dépend avant tout de leur cycle de vie : annuel, bisannuel ou pluriannuel, mais chez les plantes vivaces le système racinaire s'avère bien plus ancien que la partie visible et un individu rarement isolé. La pérennité de l'organisme végétal est en effet assurée couramment par multiplication végétative et peut former des colonies de clones difficilement datables.
Une colonie de Posidonia oceanica détiendrait le record de l'organisme vivant le plus vieux du monde, avec un âge estimé entre 12 000 à 200 000 ans, son âge maximum étant théorique puisque la région qu'elle occupait était émergée il y a 10 000 à 80 000 ans.
La plus grande colonie de champignons au monde forme un organisme constituée d'Armillaire sombre (Armillaria solidipes), qui aurait au moins 2 500 ans.
Parmi les arbustes, il existe un Houx royal de Tasmanie (Lomatia tasmanica), arbrisseau qui se reproduit par enracinement de tiges tombées au sol, dont l'origine de la plante mère est évaluée à 43 000 ans,. Il est talonné par King Clone (en), un Créosotier (Larrea tridentata) dont la souche est estimée à 11 700 ans.
Chez les arbres, Pando est une immense colonie clonale de Peuplier faux-tremble (Populus tremuloides) qui s'étend aux États-Unis, dans l'Utah, considérée aussi parmi les organismes vivants les plus vieux de la planète, avec un âge de 80 000 ans. Le record de longévité pour un bosquet d'arbres revient à un groupe d'Épicéas communs (Picea abies) découvert en Suède en 2008, dont l'âge a été estimé par la technique de datation au carbone 14 à 7 890 ans pour l'un d'eux, et 5 600 et 4 800 ans pour les deux autres. Mais un individu isolé, nommé Old Tjikko, de la même région possède un système racinaire dont l'âge a été estimé à 9 550 ans par datation au carbone 14, même si la partie aérienne n'a « que » 600 ans,.
Une longévité exceptionnelle fait partie des critères pour identifier les arbres remarquables. L'arbre isolé le plus âgé encore en vie serait un Pin de Bristlecone (Pinus longaeva) surnommé Mathusalem dont l'âge a été estimé à 4 789 ans lorsqu'il fut étudié en 1957 par Schulman et Harlan. Auparavant, le record était attribué à un spécimen de Pin de Bristlecone (Pinus longaeva) situé dans les White Mountains, en Californie, portant la cote WPN-114 et surnommé Prometheus, dont l'âge était évalué à environ 4 844 ans lorsqu'il fut coupé en 1964. Par comparaison avec ces vieillards, Président, le Séquoia géant (Sequoiadendron giganteum) le plus âgé encore vivant, reste loin derrière avec 3 240 ans. Le plus vieil arbre de France serait l'olivier de Roquebrune-Cap-Martin âgé de plus de 2 000 ans.

## Dans la culture

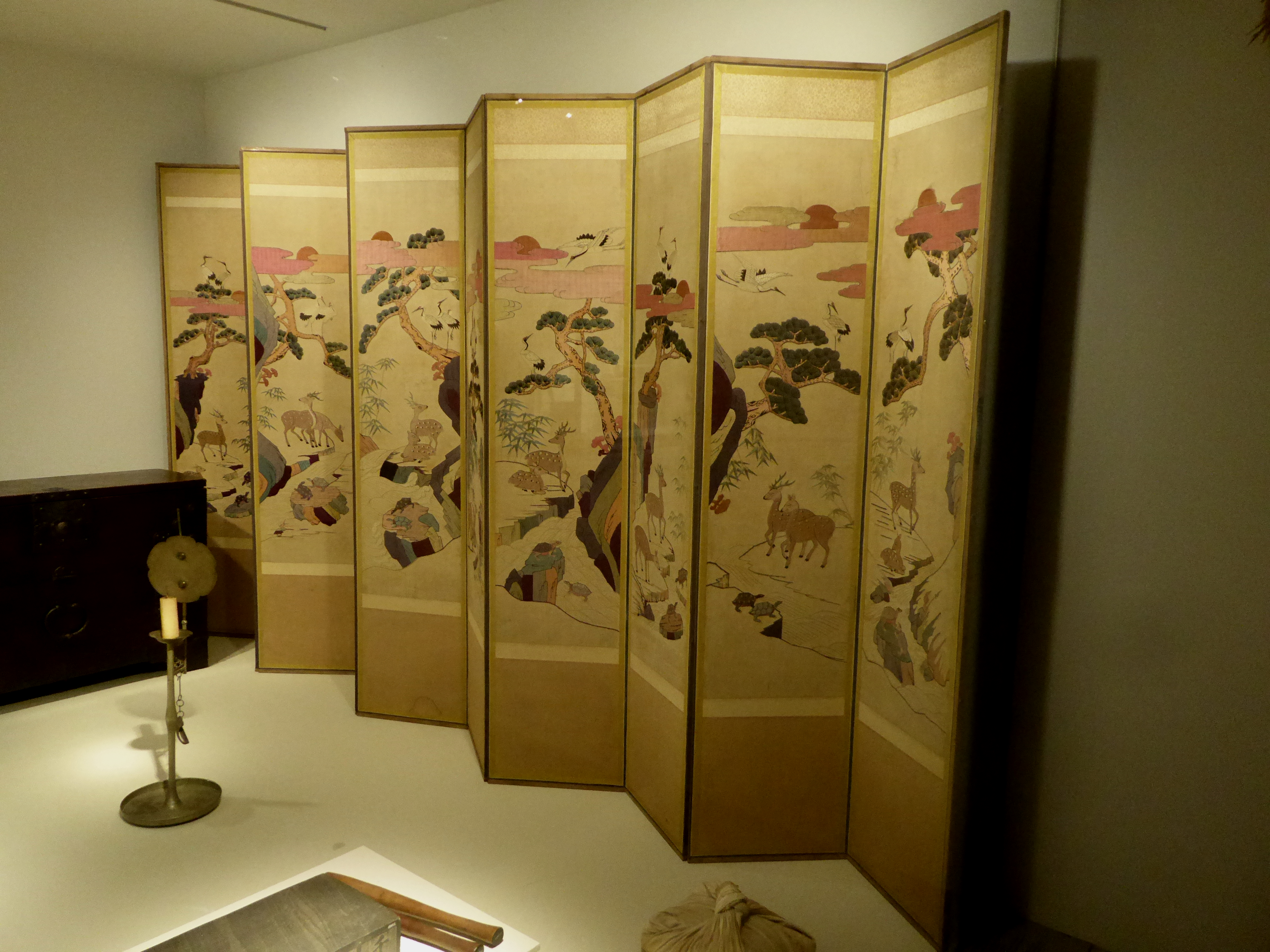
Les dix symboles de longévité sur un paravent coréen du début du XXe siècle.

Des êtres, peuples ou créatures à la longévité exceptionnelle apparaissent régulièrement dans les mythes, légendes, contes et fictions du monde entier.
Dès l'Antiquité, les mythologies du monde mentionnent divers êtres à la longévité très supérieure à l'espérance de vie humaine moyenne (sans parler des divinités qui sont immortelles), en particulier pour les personnages de l'ancien testament (voir Longévité des personnages de la Bible), dont celui qui vit le plus longtemps, Mathusalem (969 ans). La mythologie grecque connaît la figure de Tithon, aimé par Éos, déesse de l'Aurore : elle demande pour lui à Zeus l'immortalité, mais oublie de demander aussi la jeunesse éternelle, de sorte que Tithon vieillit pour l'éternité jusqu'à ce que Zeus, pris de pitié, le change en cigale. En dehors des mythes, des légendes se forment très tôt sur les peuples fabuleux. L'historien grec Hérodote mentionne ainsi les Éthiopiens Longue-Vie ou Macrobies qui vivent extrêmement longtemps.
L'expression Ad 120 ou Puissiez-vous vivre jusqu'à 120 ans est une bénédiction juive.
Les contes philosophiques mettent parfois en scène des peuples à la longévité différente de celle des humains. C'est notamment le cas de Micromégas de Voltaire, paru en 1752.
Dans la littérature fantastique à partir du XIXe siècle, la longévité exceptionnelle d'un personnage est souvent utilisée comme signe de sa nature non humaine ou surnaturelle. Ainsi, dans Le Portrait de Dorian Gray de l'écrivain irlandais Oscar Wilde, paru en 1890, Dorian Gray cesse de vieillir et vit démesurément longtemps grâce aux propriétés magiques de son portrait. Dans le registre du merveilleux, certaines histoires et univers de fantasy mettent en scène des peuples à la longévité bien plus grande que celle des humains, par exemple les elfes et les dragons dans la Terre du Milieu créée par l'écrivain britannique J. R. R. Tolkien dans la première moitié du XXe siècle. Les récits et les univers de science-fiction imaginent parfois des peuples extraterrestres à la longévité très différente de celle des humains. Les univers d'anticipation mettent souvent en scène un futur dans lequel l'espérance de vie de l'humanité est nettement plus longue que l'actuelle.
La longévité et l'immortalité sont des thèmes courants des cultures visuelles de l'est de l'Asie, notamment dans les traditions taoïstes. Elles peuvent être représentées par plusieurs symboles tels que le pin, le bambou ou le champignon d'immortalité.